# Pegomya temperata
Pegomya temperata är en tvåvingeart som först beskrevs av Johann Wilhelm Meigen 1826.  Pegomya temperata ingår i släktet Pegomya och familjen blomsterflugor. Inga underarter finns listade i Catalogue of Life.